# Umåkers travbana
Umåkers travbana är en travbana belägen i tätorten Röbäck, cirka fem kilometer sydväst om centrala Umeå i Västerbottens län. 

## Historia
Travbanan, som invigdes 1944, hade till en början ett upplopp på 211 meter, men minskades till 184 meter efter omläggningen av banan 2009. Umåker är en av två tävlingsbanor i Västerbotten. Den andra är Skelleftetravet. Umåker är också en av få svenska banor som har tävlingar året om. 
Under 2008 drabbades Umåkers travbana av det smittsamma A2-viruset, och banan hölls stängd i närmare tre veckor.
I slutet av 2010 meddelades att banan var en av de svenska travbanor som skulle genomgå en omvandling och upprustning för att möjliggöra bättre TV-sändningar. 

### Större lopp och rekord
Den största tävlingsdagen arrangeras när banan anordnar V75 i mitten av maj varje år. Banans storlopp Guldbjörken, Vårbjörken (kallblod) och Berth Johanssons Memorial går av stapeln i samband med detta.
Det absoluta banrekordet på Umåker innehas sedan den 21 april 2018 av Disco Volante, körd av Ulf Ohlsson. Han segrade på tiden 1.11,0 över distansen 1640 meter i ett försökslopp av Bronsdivisionen.
Den 9 januari 1985 segrade hästen Romeo Express till oddset 1 648,80 gånger pengarna. Det är till 2025 det högsta vinnaroddset någonsin inom svensk travsport.